# Варшавянка (хоккейный клуб)
«Варшавянка» — польский хоккейный клуб из города Варшава. Основан в 1921 году. В 1939 году хоккейная секция была расформирована из-за Второй мировой войны.

## История
Хоккейный клуб «Варшавянка» был основан в 1921 году как хоккейная секция одноимённого спортивного клуба. За период своего существования команда дважды занимала призовое место в чемпионате Польши: в 1937 и 1939 годах клуб завоевал серебряные медали первенства. В 30-е годы клуб начал строить в Варшаве собственную арену, которая должна была вмещать 50 000 человек. После начала Второй мировой войны строительство было прекращено, и хоккейная секция в клубе была расформирована.

## Достижения
- Чемпионат Польши по хоккею:
  - Серебряный призёр (2)  : 1937, 1939